# Pseudomazocraes selene
Pseudomazocraes selene är en plattmaskart. Pseudomazocraes selene ingår i släktet Pseudomazocraes och familjen Discocotylidae. Inga underarter finns listade i Catalogue of Life.